# Ekaterina Anikeeva
Ekaterina Yevgenyevna Anikeeva (em russo, Екатерина Евгеньевна Аникеева: Moscou, 22 de janeiro de 1969) é uma jogadora de polo aquático russa, medalhista olímpica.

## Carreira
Ekaterina Anikeeva fez parte do elenco medalha de bronze em Sydney 2000